# Bernardo Cozzucli
Bernardo Cozzucli (Palermo, 29 agosto 1836 – 3 novembre 1902) è stato un vescovo cattolico italiano.

## Biografia
Nato a Palermo, sede dell'omonima arcidiocesi, è stato ordinato presbitero il 23 aprile 1859.
Già segretario dell'arcivescovo metropolita di Palermo Michelangelo Celesia, il 18 novembre 1881 papa Leone XIII lo ha nominato vescovo di Nicosia.
Ha ricevuto l'ordinazione episcopale il successivo 27 novembre nella cattedrale di Palermo dal cardinale Michelangelo Celesia, arcivescovo metropolita di Palermo.
Ha indetto due sinodi diocesani, uno nel 1883 e l'altro nel 1893.
Ha fatto restaurare ed adattare a seminario il monastero di San Biagio (1889).
È morto il 3 novembre 1902 dopo 21 anni di governo pastorale della diocesi.

## Genealogia episcopale
La genealogia episcopale è:
- Cardinale Scipione Rebiba
- Cardinale Giulio Antonio Santori
- Cardinale Girolamo Bernerio, O.P.
- Arcivescovo Galeazzo Sanvitale
- Cardinale Ludovico Ludovisi
- Cardinale Luigi Caetani
- Cardinale Ulderico Carpegna
- Cardinale Paluzzo Paluzzi Altieri degli Albertoni
- Papa Benedetto XIII
- Papa Benedetto XIV
- Papa Clemente XIII
- Cardinale Marcantonio Colonna
- Cardinale Giacinto Sigismondo Gerdil, B.
- Cardinale Giulio Maria della Somaglia
- Cardinale Luigi Lambruschini
- Cardinale Girolamo d'Andrea
- Cardinale Michelangelo Celesia, O.S.B.
- Vescovo Bernardo Cozzucli